# Jubalda
Jubalda Rey legendario de Lusytania. Habría sido precedido por Ibero y es citado por varios cronistas españoles y portugueses de los siglos XVI y XVII, como Florián de Ocampo o el fraile benedictino Bernardo de Brito. Habría reinado desde el 1970 a. C. hasta el 1906 a. C. A su muerte, habría sido sucedido por Brigo. Se le menciona en el capítulo V de Monarchia Lusytana

Del reinado de Jubalda en España y del que se hizo en este tiempo en Lusitania.
Monarchia Lusytana de Bernardo de Brito